# AIFF
O Audio Interchange File Format (AIFF em abreviatura) é o formato de áudio que pode ser utilizado em computadores pessoais e outros aparelhos eletrônicos reprodutores de áudio. Foi desenvolvido em 1988 pela Apple Inc. baseado em um formato anterior, o IFF, desenvolvido pela Eletronic Arts. É normalmente usado em aparelhos com o Mac OS e em computadores Silicon Graphics.
Os dados no formato AIFF são representados pelo método de Modulação em código de pulsos (PCM) e não comprimidos, mas há variações comprimidas conhecidas como AIFF-C e AIFC, com variados codecs de compressão.
Por ser um formato que não sofreu compressão, o AIFF ocupará mais espaço para armazenamento, cerca de 10 MB por minuto de áudio estéreo cuja taxa de amostragem é de 44.1 kHz em 16 bits. Este formato pode ainda ser manipulado por aplicativos musicais e de samples, como controladores MIDI.
A extensão do arquivo para o formato AIFF é .aiff ou .aif. Para as variações comprimidas, costuma-se usar o formato .aifc.